# 索尔涅奇内 (特维尔州)
索尔涅奇内（羅馬化：Solnechnyy）是俄罗斯特维尔州的封闭市级镇，由州直接管辖，行政地位与区相当。地处特维尔州西部，坐落于谢利格尔湖中的第二大岛戈罗多姆利亚岛（Городомля）上，位于州府特维尔西北方。附近的城市有奥斯塔什科夫市，位于镇以南约6公里处。
索尔涅奇内原为一农村聚居地，在1995年获得封闭市级镇地位。2022年人口有2,018人；2010年人口2,242人；2002年人口2,108人。